# Xylocampa italica
Xylocampa italica är en fjärilsart som beskrevs av Parenzan 1982. Xylocampa italica ingår i släktet Xylocampa och familjen nattflyn. Inga underarter finns listade i Catalogue of Life.